# Fesques

Fesques este o comună în departamentul Seine-Maritime, Franța. În 1 ianuarie 2022 avea o populație de 145 de locuitori.

## Populație
| Populație | 155 | 175 | 150 | 142 | 147 | 127 | 129 |
| Din anul 1962: pentru a nu se înregistra populația de două ori, cei ce locuiesc în mai multe comune (de exemplu studenții sau personalul militar) sunt numărați o singură dată. |     |     |     |     |     |     |     |